# Pipreola frontalis
A Pipreola frontalis a madarak osztályának verébalakúak (Passeriformes) rendjébe és a kotingafélék (Cotingidae) családjába tartozó faj.

## Rendszerezése
A fajt Philip Lutley Sclater angol ügyvéd és zoológus írta le 1858-ban, az Euchlornis nembe Euchlornis frontalis néven.

## Alfajai
- Pipreola frontalis frontalis (P. L. Sclater, 1859)
- Pipreola frontalis squamipectus (Chapman, 1925)[2]

## Előfordulása
Az Andok lábainál, Bolívia és Peru területén honos. Természetes élőhelyei a szubtrópusi vagy trópusi síkvidéki, de inkább hegyi esőerdők. Állandó, nem vonuló faj.

## Megjelenése
Testhossza 15,5–16,5 centiméter, testtömege 38-44 gramm.

## Életmódja
Gyümölcsökkel táplálkozik.

## Természetvédelmi helyzete
Elterjedési területe nagyon nagy, egyedszáma viszont csökken, de még nem éri el a kritikus szintet. A Természetvédelmi Világszövetség Vörös listáján nem fenyegetett fajként szerepel.